# Planica
Planica [plaˈnitsa] (deutsch Ratschach-Matten) ist ein Ortsteil von Rateče und der Name eines Tals der Julischen Alpen im Nordwesten Sloweniens, das sich von Rateče aus in südlicher Richtung erstreckt, nicht weit entfernt vom bekannten Wintersportort Kranjska Gora. Weiter südlich im Tal liegt Tamar, das in einer dreiviertelstündigen Wanderung vom Parkplatz Planica erreichbar ist und als Ausgangspunkt für Bergtouren im Nationalpark Triglav dient.
Nachbarorte:
|  | Rateče                                      | Kranjska Gora |
|  | Kompassrose, die auf Nachbargemeinden zeigt |               |
|  | Tamar                                       |               |

Planica ist berühmt für seine Skisprung- und Skiflugschanzen und wird daher auch „Tal der Schanzen“ genannt. Die erste Skisprungschanze wurde bereits vor 1930 am Berg Ponca errichtet. 1934 konstruierte Stanko Bloudek eine größere Schanze, die Bloudkova velikanka. Der erste Skisprung über 100 Meter wurde hier 1936 durch den Österreicher Sepp Bradl erzielt. 1969 wurde die Letalnica bratov Gorišek, die lange Zeit größte und aktuell zweitgrößte Skiflugschanze der Welt, durch Lado und Janez Gorišek konstruiert.
In Planica werden regelmäßig Skisprung-Weltcupspringen ausgetragen, zudem fanden hier bisher sieben Skiflug-Weltmeisterschaften statt. Planica war Austragungsort der Nordischen Skiweltmeisterschaften 2023, nachdem die Kandidaturen für die WM 2017, 2019 sowie 2021 erfolglos gewesen waren.

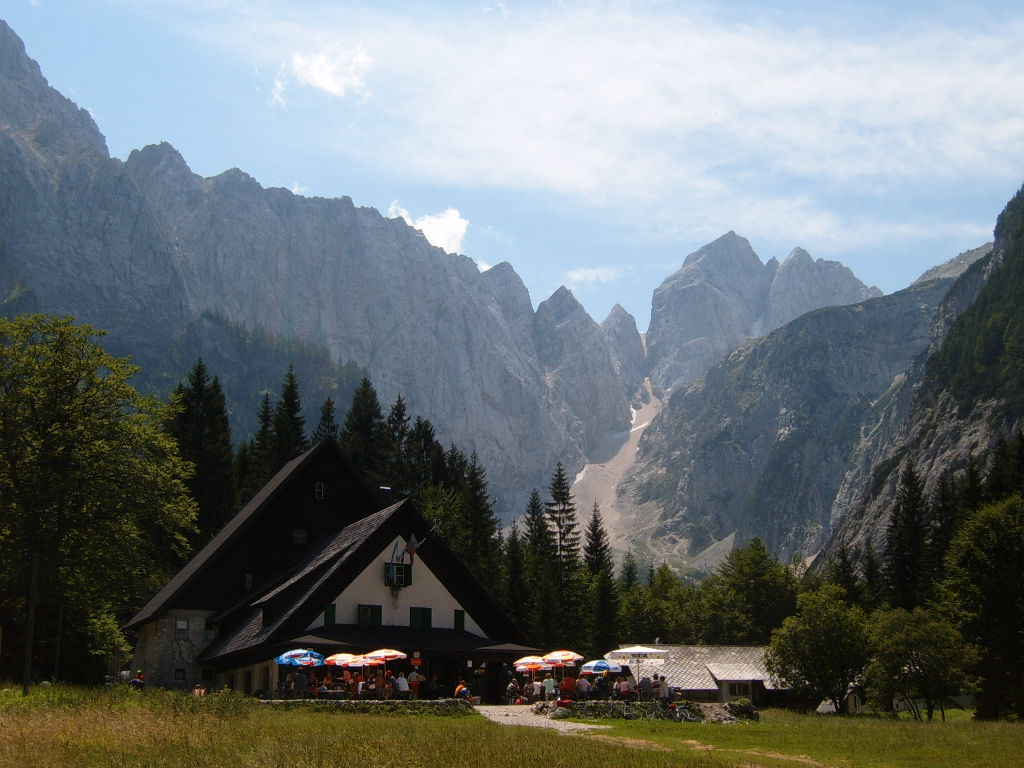
Tamar
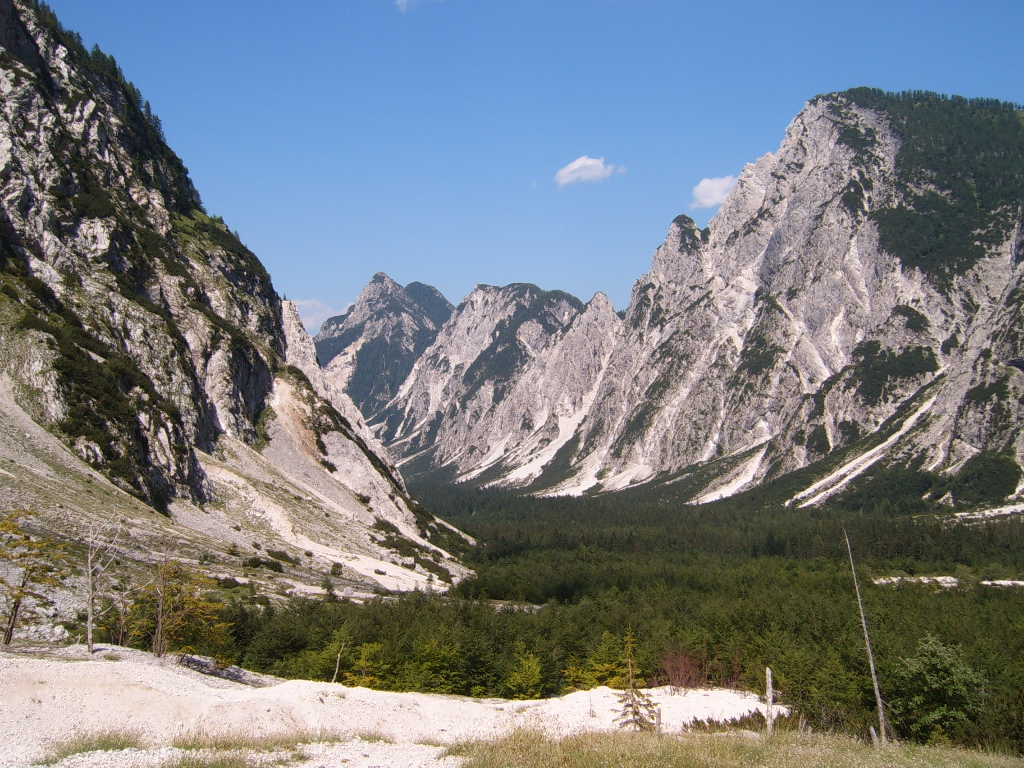
Im Planica-Tal
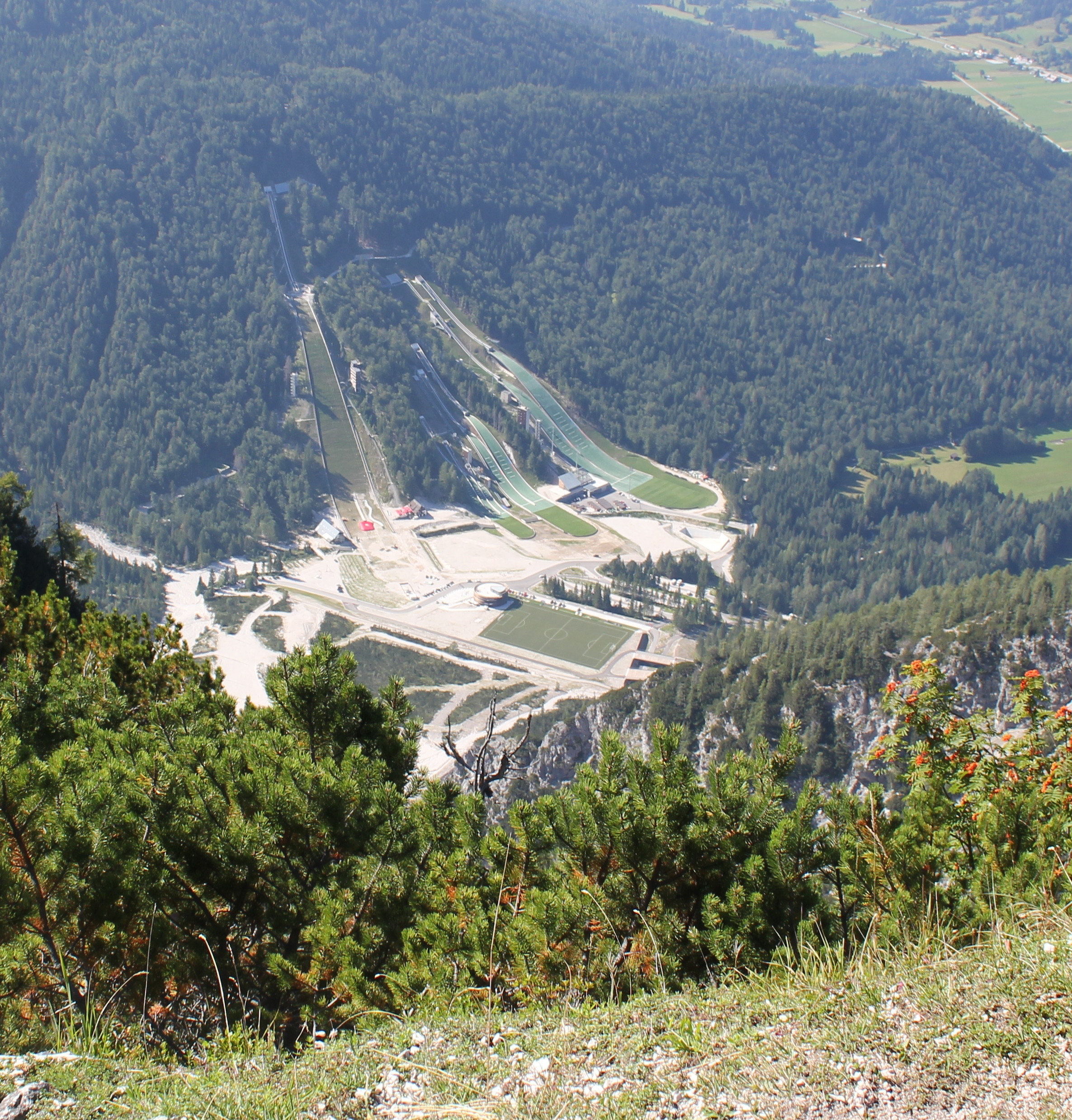
Die Skianlage, ganz links die Skiflugschanze